# Dode toets
Dode toetsen zijn toetsen op een schrijfmachine of toetsenbord van een computer die niet onmiddellijk een teken of merkbaar effect produceren. 
De term dode toets wordt op drie manieren gebruikt: voor kapotte toetsen, voor toetsen die niet gedefinieerd zijn en voor toetsen die gebruikt worden voor het typen van diakritische tekens.

## Schrijfmachines
Een dode toets van een schrijfmachine drukt een teken af, maar de wagen schuift niet op. Het daaropvolgende teken wordt daardoor op dezelfde plaats afgedrukt. Zo kan men een letter met accent typen met de toetsen " en a.

## Computers
De bediening van computers met een toetsenbord is in eerste instantie afgeleid van de schrijfmachine. Zo werd ook het concept van de dode toets bij veel computers de manier om tekens in te geven die geen eigen toets hebben. De precieze werking is in het geval van de computer echter niet in hardware, maar met software gerealiseerd en zodoende niet op alle computers hetzelfde en veelal gebruikerspecifiek in te stellen.

### Windows
Bij het aanslaan van een dode toets op een computer met Microsoft Windows gebeurt er ogenschijnlijk niets. De daaropvolgende toets resulteert echter vaak in een gecombineerd teken, meestal een klinker met een diakriet.
Zo gebeurt er bij de aanslag ` ogenschijnlijk niets. Als deze gevolgd wordt door de A verschijnt er een à. Het accentje verschijnt steeds als de tweede aanslag een klinker is. In de andere gevallen verschijnt er een aanhalingsteken met daarna de aangeslagen letter, bijvoorbeeld `t. Als er een aanhalingsteken vóór een klinker moet worden geplaatst, gaat dat soms mis. In dat geval moet na het aanhalingsteken een spatie worden aangeslagen, bijv. " spatie A geeft "a. 
De mogelijkheden op een computer zijn niet gering. Zet men een diakritisch teken op een hoofdletter, dan komt het teken vanzelf iets hoger te staan. Een apostrof met een c resulteert in een ç. Dit alles is op een mechanische schrijfmachine ondenkbaar.
Bij een computertoetsenbord is het mogelijk dat een toets in de shiftpositie dood is en in de normale positie niet, zoals bij de afbeelding hieronder met  ^  6 . Ook dat is met een mechanische schrijfmachine niet mogelijk.

### Chrome OS
Andere besturingssystemen dan Windows kunnen anders reageren. Bij Chrome OS worden de diakrieten gemaakt zoals bij Windows en werkt ook de combinatie met Spatie hetzelfde, maar bij het indrukken van andere toetsen verschijnt er niets, wordt de invoer genegeerd.

### VS-internationaal
Dode toetsen komen onder andere voor in de toetsenbordindeling US-international, in Nederland de populairste indeling. Ze zijn in de afbeelding hieronder in het rood aangegeven.
De combinaties met dode toetsen zijn:
- ~ (tilde): Ñ, ñ, Ã, ã enz.
- ` (accent grave): À, à, È, è enz.
- " (dubbel aanhalingsteken) maakt trema of umlaut: Ä, ä, Ë, ë enz.
- ' (enkel aanhalingsteken) maakt accent aigu of cedille: Á, á, Ç, ç, É, é enz.
- ^ (accent circonflexe): Â, â, Ê, ê enz.

## Andere betekenissen
De term "dode toets" wordt ook wel gebruikt voor een toets die niet is gedefinieerd in het actieve programma. Zo heeft de toets ⊞ Win bij andere besturingssystemen dan Windows niet altijd een functie. Deze toets is dan een dode toets. Verder wordt een kapotte toets in de wandeling wel een dode toets genoemd.